# Regimento da Palestina
O Regimento da Palestina foi um regimento de infantaria do Exército Britânico formado em 1942. Durante a Segunda Guerra Mundial, o regimento foi destacado para o Alto Egito e a Cirenaica, mas a maior parte de seu trabalho consistia em serviço de guarda. Alguns membros do Regimento da Palestina foram mortos em Bengasi, onde travaram pesadas batalhas contra os alemães. O Regimento da Palestina consistia de judeus e árabes, recrutados no Mandato da Palestina, até a sua reforma em 1944. A partir de 1944, as subunidades militares judaicas do Regimento da Palestina tornaram-se a base para formar a Brigada Judaica maior, que participou do esforço dos Aliados na Europa na Segunda Guerra Mundial; na campanha da Itália.

## Antecedentes

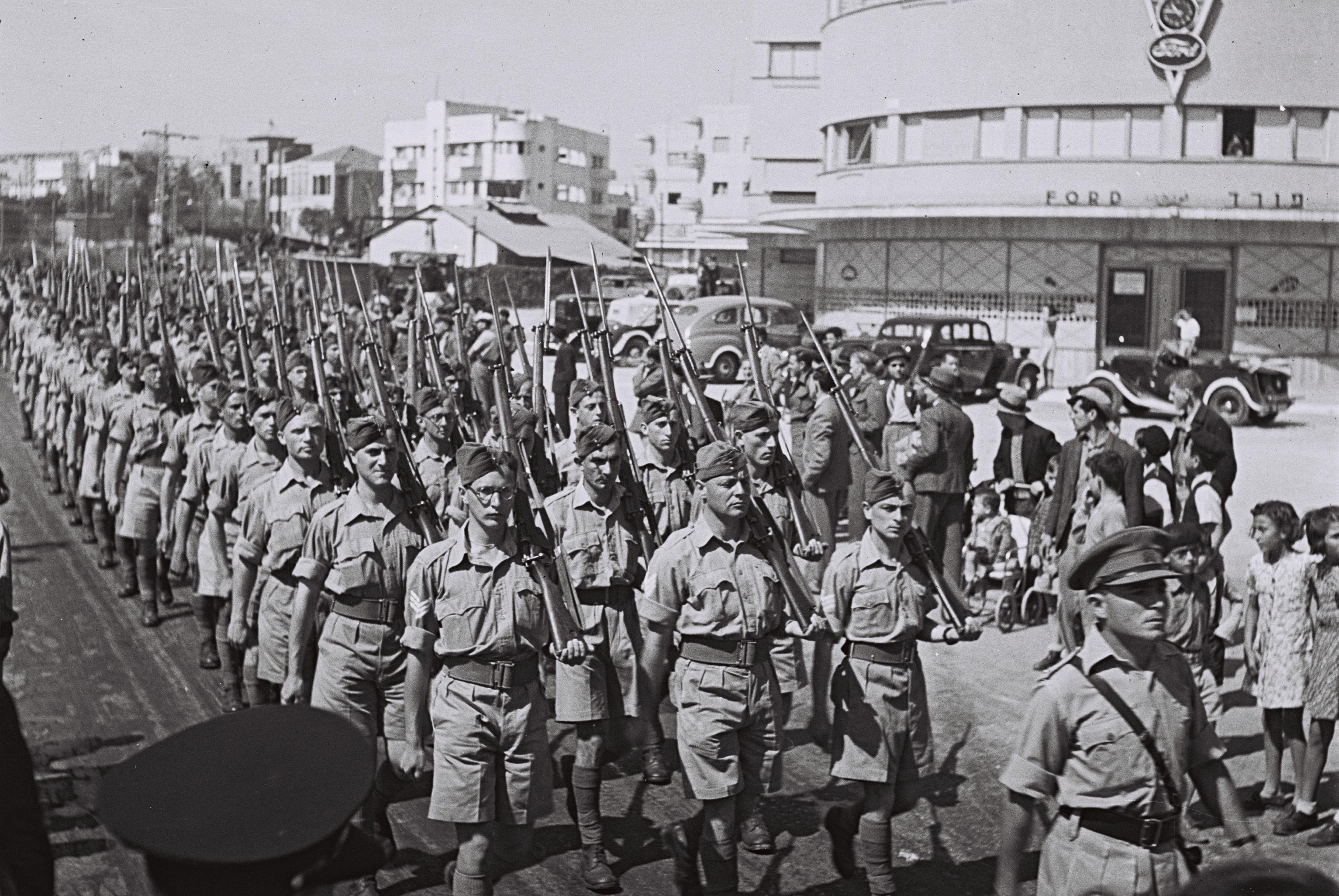
Membros do Regimento da Palestina marchando ao longo da avenida de Petah Tikva, Tel Aviv, no "Dia dos Soldados Judeus", em 27 de setembro de 1942.

Em 1940, judeus e árabes que viviam sob o Mandato Britânico da Palestina foram autorizados a formar companhias separadas, conhecidas como Companhias de Infantaria da Palestina, como parte do Regimento Real de East Kent, conhecido como "Buffs". A criação da primeira Companhia de Infantaria Judaica foi concluída em setembro de 1940, no âmbito dos "Buffs" e foram criadas mais 14 Companhias Judaicas, nas quais serviram cerca de 5.300 homens. A sua missão incluía segurança, guarda de instalações e escolta de comboios na Palestina. Os seus exercícios de treinamento eram extremamente limitados e estavam equipados com excedentes da época da Primeira Guerra Mundial. A intenção declarada dos britânicos de recrutar um número igual de judeus e árabes não ocorreu.

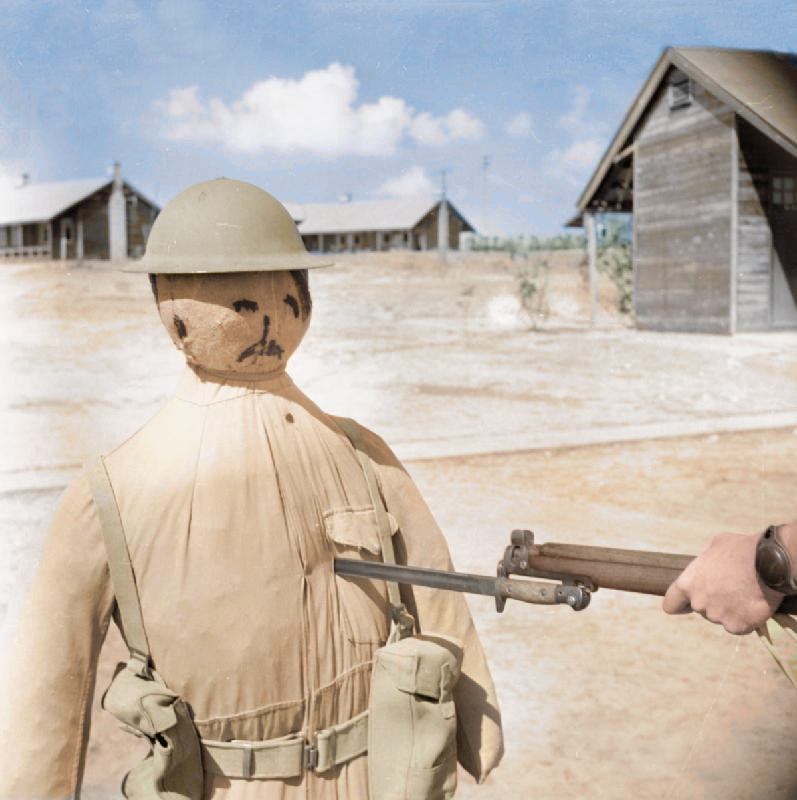
Treinamento com baioneta em um boneco em Sarafand, na Palestina, em 1942.

No outono de 1939, o Gabinete de Guerra Britânico decidiu formar um novo regimento denominado Regimento da Palestina. Na época, a guarnição britânica na Palestina consistia em nada menos que onze batalhões de infantaria e dois regimentos de cavalaria. Embora na fase inicial da Segunda Guerra Mundial, os britânicos tivessem mão-de-obra suficiente para atender a esta demanda, à medida que a guerra avançava, eles começaram a enfrentar uma escassez de mão-de-obra, bem como escassez de armas, artilharia e suprimentos. Estas circunstâncias obrigaram o governo britânico a utilizar novas reservas para tarefas que exigiam formação limitada ou apoio logístico limitado. Sob Sir Charles Tegart, projetos de treinamento policial foram iniciados após a revolta árabe de 1936 e estavam quase concluídos em 1939. Os recrutadores britânicos na Palestina tiveram um sucesso pelo menos moderado na formação das unidades do Corpo Auxiliar de Pioneiros Militares (AMPC), que esperavam que fosse expandido assim que o equipamento e os suprimentos estivessem disponíveis. Em resposta, o Gabinete de Guerra ordenou um estudo da situação da mão-de-obra palestina. Quase simultaneamente, o Dr. Chaim Weizmann ofereceu-se para ajudar a recrutar uma divisão judaica inteira para o serviço do Exército Britânico.

## Formação e Serviço
O Regimento da Palestina foi formado em 1942 com as Companhias de Infantaria da Palestina que foram anexadas aos Buffs formando a maior parte da nova formação. O regimento foi dividido em batalhões judeus e árabes separados. De acordo com o historiador Ashley Jackson, o regimento consistia em 1.600 judeus e 1.200 árabes, mas de acordo com o escritor Howard Blum, os judeus superavam os árabes em uma proporção de mais de três para um.
As companhias judaicas foram então formadas em três batalhões, que se tornaram o novo Regimento da Palestina. O pessoal do Regimento da Palestina formou mais tarde o núcleo da Brigada Judaica.